# Dunatükör
A Dunatükör független irodalmi, művészeti és kulturális folyóirat. 2002 decembere óta negyedévente jelenik meg, országos terjesztésben. Alapítója/főszerkesztője P. Papp Zoltán.
A lap negyedévente jelenik meg, verseket, novellákat, esszéket, tanulmányokat, drámákat, interjúkat közöl, valamint 8 színes oldalon kortárs képzőművészeket mutat be. A magyar irodalom színe-java szerepel a folyóirat hasábjain, többek között Albert Gábor, Baranyi Ferenc, Báger Gusztáv, Béres Attila, Czigány György, Ébert Tibor, Gergely Ágnes, Iszlai Zoltán, Jókai Anna, Kalász Márton, Kiss Dénes, Lackfi János, Lászlóffy Csaba, Mezei András, Nagy Gáspár, Petőcz András, Prágai Tamás, Pomogáts Béla, Pósa Zoltán, Somlyó György, Szabó Magda, Szabó T. Anna, Szentmártoni János, Székely Magda, Szondi György, Tornai József, Tóth Krisztina, Turczi István, Turcsány Péter, Vass Tibor, Veress Miklós. A bemutatott kortárs képzőművészek többek között El Kazovszkij, Lucien Hervé, Mácsai István, Molnár C. Pál, Prokop Péter.